# Aictis erythrozona
Aictis erythrozona är en fjärilsart som beskrevs av Turner 1926. Aictis erythrozona ingår i släktet Aictis och familjen spinnmalar. Inga underarter finns listade i Catalogue of Life.